# Primula fernaldiana
Primula fernaldiana är en viveväxtart som beskrevs av William Wright Smith. Primula fernaldiana ingår i släktet vivor, och familjen viveväxter. Inga underarter finns listade i Catalogue of Life.